# François-Nicolas-Léonard Buzot
François-Nicolas-Léonard Buzot, född 1 mars 1760 och död i juni 1794, var en fransk politiker.
Buzot var advokat i Gironde, och invaldes 1789 i nationalförsamlingen, där han anslöt sig till och var en av medlemmarna i den yttersta vänstern. 1792 erhöll han säte i nationalkonventet. Här blev Buzot, som sedan länge tillhörde kretsen kring Madame Roland och helt berhärskades av henne, en av girondens ledare, en outtröttlig bekämpare av jakobinerna. Vid sitt partis fall lyckades Buzot undkomma ur Paris, i den federalistiska resningen 1793 var han den egentliga ledaren. Efter dess misslyckande berövade sig Buzot troligen livet, för att inte falla i fiendernas händer.